# الأويرات
الأويرات (بالمنغولية: ойрад أو ойрд، أورد في الماضي، أيضا إليوثس) هي المجموعة الغربية من المغول الذين ينحدرون من منطقة ألتاي[ ؟ ] من منغوليا الغربية. على الرغم من أن الأويراتيون نشأت في الأجزاء الشرقية من آسيا الوسطى، وأبرز مجموعة اليوم يقع في كالميكيا (جزء من كيانات روسيا الاتحادية)، حيث يطلق عليهم القلميقون.
تاريخيا، كانت الأويرات تتألف من أربع قبائل رئيسية: دزونغار (جوروس أو أولوتس) وتورغوت ودوربيت وخوشوت. وتشمل القبائل الصغرى: خويد، بايادس، ميانغاد، زاخشين، باتود.

## اللغة
يتكلمون لغة الكالميك ولغة الأويرات.